# J.M.K.E.
J.M.K.E. – zespół punkrockowy powstały w 1986 roku w Tallinnie. Jego najsłynniejszy skład tworzyli Venno Vanamölder (perkusja), Villu Tamme (wokal, gitara) oraz Lembit Krull (bas i wokal).
Jest to jeden najbardziej znanych zespołów z terenu byłego ZSRR. Ich najsłynniejsze utwory to Tere perestroika oraz mniej znany utwór Paneme punki.
W 2006 roku zespół nagrał pod tytułem "Kusi Miilitsalt" cover utworu "Spytaj milicjanta" z repertuaru zespołu Dezerter, piosenka ta znalazła się na składance "Nie ma zagrożenia.. jest Dezerter".